# سيديا (تطبيق)
سيديا (بالإنجليزية: Cydia)‏ هو تطبيق يتم تحميله على نظام آي أو إس يسمح للمستخدمين بتحميل الحزم سواء كانت برامج أو ثيمات أو العاب أو نغمات وغيرها.
يأتي السيديا عادة مع الجيلبريك (كما سموه المخترقون المحترفون) والجيلبريك شرط لتركيبه في الجهاز. السيديا يعتبر من أهم التطبيقات في الآي فون نظراً لاحتوائه برامج لاتوجد في متجر التطبيقات وهو تطبيق تابع للجهاز. ومن ضمن البرامج المتاحة في السيديا والتي تكون غالباً متاحة بالمجان الـV-Share والApp Cake الذي يسمح بتحميل الألعاب والبرامج التي يجب دفع مال لتحميلها مجاناً لكن هذا لا يجعل السيديا فقط تطبيق للممنوعات.فمثلا هناك الكثير من الحزم لاتوجد في الappstore مثل حزم الثيمات وبعض البرامج المهمة للمستخدم مثل إمكانية إضافة تحميل الملفات من سفاري والـ MxTube أو ProTube الذي يسمح بتحميل الفيديوهات من YouTube وحزم كثيره يحتاجها المستخدم مما تجعل المستخدمين يلجأون إلى الجيلبريك لتركيب الCydia.السيديا يحتوي على قسم يسمى متجر سيديا هناك تباع بعض الحزم.
يقول Jay Freeman الملقب بـSaurik. ويرجح سبب تسمية السيديا بهذا الاسم، بأن هناك آفة (حشرة) توجد على أشجار فواكه عدة بما فيها التفاح، لذلك أُخذ اسم المتجر من هذه الحشرة.
من سديا يمكنك تثبيت لوحة المفاتيح الملونة وخلفيات وغيرها.
وقد قالت شركة ابل ان من سيكسر قفل الجهاز بعمل جيلبريك سوف يفقد الضمان على الجهاز ولكن 75٪ من محبي أبل يستخدمون الجيلبريك وسعيدين به. القانون في الولايات المتحدة لا يجرم من يستخدم الجيلبريك لذلك استخدامه متاح للجميع لكن شركة أبل تحذر من استخدامه لوجود ثغرات فيه تسهل من عمليه اختراق نظام الاي أو اس لسرقة بيانات المستخدمين! نظام الاندرويد ايضاً فيه جيلبريك لكنه غير فعال بدرجة كبيره ويدعى بالروت لكن استخداماته محدوده لكون نظام الاندرويد مفتوح المصدر وعملية اختراقه أسهل بكثير من الاي أو اس.

## محتويات السيديا
إذا كنت مهتم بالسيديا يجب أن تعرف أيضا محتوياتها بعد فتح السيديا ستجد 5 علامات تبويب وفيما يلي تفاصيل هذه التبويبات:
- Cydia : هنا ستجد المعلومات الخاصة بالسيديا مثل حساب المطور والثيمات والمميزات والتحديثات الخاصة بالسيديا ومجموعة كبيرة من الحزم المهمة.
- المصادر Sources: وذلك لإضافة سورسات السيديا.
- مثبت Installed: هنا ستجد جميع الأدوات والتطبيقات التي تم تثبيتها على جهازك ويتم تقسيمها إلى ثلاث أقسام:
  - المستخدم  User: ستجد في هذا القسم كل الادوات والتطبيقات المثبتة على ايفونك ولكن يتم اخفاء بعضه الأدوات الخاصة بالمطورين فيها حتى لا تقوم بالعبث فيها.خبير  
  - Expert: هذا القسم للاشخاص الأكثر تطورا وهو موجه للمطورين أي بمعنى جميع الادوات والتطبيقات الخاصة بالمطورين بالإضافة للملفات الداعمة لها.حديث
  - Recent: هذا القسم الاخير وهنا يتم عرض جميع الأدوات والتطبيقات الخاصة بالمطورين مثل قسم الخبير
- بحث Search: إذا كنت تعرف اسم تطبيق أو أداة، يمكنك الذهاب إلى هذا التبويب و البحث عن طريق إدخال الأسم.

### كيفية إضافة السورسات إلى السيديا
- قم بفتح سيديا وانتقل إلى علامة تبويب المصادر.
- اضغط على تعديل “Edit” الموجود في الزاوية اليمنى للتطبيق.
- اضغط على إضافة “Add”  الذي سوف يظهر في الزاوية اليسرى.
- أدخل عنوان URL وانقر فوق إضافة مصدر “Add Source” .
- ستقوم سيديا بتحديث جميع المخازن/المنصات.

أفضل سورسات السيديا
1. BigBoss
2. MidnightChips
3. PixelOmer
4. ModMyi
5. nullpixel